# Elisabeth Bitterling-Wolters
Elisabeth Wilhelmine Johanna Bitterling-Wolters (* 28. Mai 1892 in Reinfeld; † 18. April 1982 in Husum) war eine deutsche Malerin.

## Leben
Elisabeth Wolters war die Tochter des Pastors Johann Christian Anton Wolters; dieser war auch der erste Leiter des Reinfelder Museums. Sie stammte aus einer Familie, die bereits in der 4. Generation malte; ihr Großvater war eng mit dem Landschaftsmaler Hinrich Wrage befreundet und ihr Urgroßvater Thomas Wolters hatte ein Malergeschäft in Kiel betrieben und nebenher Malunterricht, unter anderem auch an Hinrich Wrage, erteilt.
Sie besuchte von 1909 bis 1910 die Malschule von Willibald Leo von Lütgendorff-Leinburg in Lübeck. Von 1911 bis 1912 studierte sie an der Weimarer Kunstschule und wechselte 1913 zur Leipziger Akademie, dort wurde sie von Alois Kolb ausgebildet.
1918 beteiligte sie sich bereits mit achtzehn Arbeiten an der Ausstellung des Schleswig-Holsteinischen Kunstvereins in Kiel.
1925 heiratete Elisabeth Wolters den Pastor Karl Bitterling, der in Tönning und ab 1931 in Neumünster als Seelsorger tätig war. Nach ihrer Hochzeit ermöglichte die Erziehung der vier Kinder und die Aufgaben als Pastorenfrau ihr nur noch begrenzte Zeit zum Malen.
1941 wurden ihre Werke erst in Kiel und 1967 im Nissenhaus in Husum ausgestellt. In Husum war sie auch von 1962 bis zu ihrem Tod ansässig. Ein großer Teil ihres Nachlasses befindet sich heute im Husumer Schloss.

## Werke in Museen
- Reinfeld, Museum
- Husum, Schloss